# Lamb (cràter)

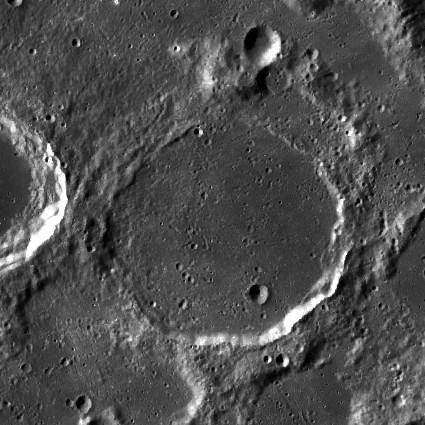
Fotografia de la missió Lunar Reconnaissance Orbiter

Lamb és un cràter d'impacte que es troba més enllà de l'extremitat sud-oriental de la cara oculta de la Lluna, en una regió irregular denominada Mare Australe, just a l'est del cràter Jenner.

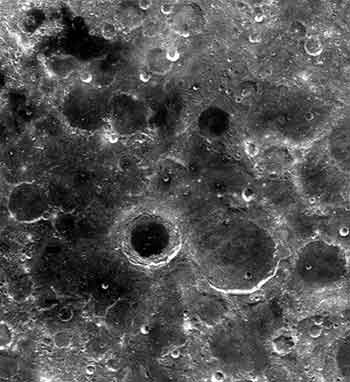
El Mare Australe, amb el prominent cràter Jenner (envaït per la lava) al centre. Lamb apareix a la seva dreta

Presenta una prima paret interna, i el sòl interior ha ressorgit per efecte del flux de lava basàltica. El brocal apareix una mica desgastat i irregular, però conserva una forma gairebé circular i no és envaït per cap cràter més petit significatiu. El sòl interior està marcat exclusivament per una multitud de petits cràters, amb un petit cràter sense nom en la secció sud-sud-est de forma excepcional.
L'exterior del cràter es compon d'una sèrie de rampes sobre seccions de terreny accidentat, gairebé tancat per la lava que va originar la superfície del Mare Australe. A l'est de Lamb apareix Lamb G, una formació una mica més petita també inundada de lava.
El cràter porta el nom del matemàtic britànic Horace Lamb (1849-1934).

## Cràters satèl·lit
Per convenció aquests elements són identificats en els mapes lunars posant la lletra en el costat del punt mitjà del cràter que està més proper a Lamb.
|      | \| Lamb \| Coordenades \| Diàmetre \| \| ---- \| -------------------------------------- \| -------- \| \| A \| 39° 54′ S, 101° 36′ E / 39.9°S,101.6°E \| 20 km \| \| E \| 41° 36′ S, 107° 06′ E / 41.6°S,107.1°E \| 11 km \| \| G \| 43° 12′ S, 105° 54′ E / 43.2°S,105.9°E \| 69 km \| |          |
| Lamb | Coordenades | Diàmetre |
| A    | 39° 54′ S, 101° 36′ E / 39.9°S,101.6°E | 20 km    |
| E    | 41° 36′ S, 107° 06′ E / 41.6°S,107.1°E | 11 km    |
| G    | 43° 12′ S, 105° 54′ E / 43.2°S,105.9°E | 69 km    |